# 和平建国纲领
和平建国纲领又名政治协商会议施政纲领，中共又曾称其为共同纲领，是抗日战争结束后，由国民政府主导多党协商的政治协商会议决议之一。

## 经过
1946年1月31日，中国国民党、中国共产党两党以及民主党派在政治协商会议上通过五项政协决议的核心纲领。该纲领曾作为制宪国民大会之前国民政府的施政基础，并成为中华民国宪法基本国策部分的蓝本。由于第二次国共内战，该纲领仅施行不到一年时间。